# آگوستاوستلند ای‌دابلیو۱۴۹
آگوستاوستلند ای‌دابلیو۱۴۹ (به انگلیسی: AgustaWestland AW149) یک هواگرد ساختِ کارخانهٔ آگوستاوستلند است. این هواگرد برای نخستین بار در ۱۳ نوامبر ۲۰۰۹ میلادی مورد استفاده قرار گرفت.

## نگارخانه

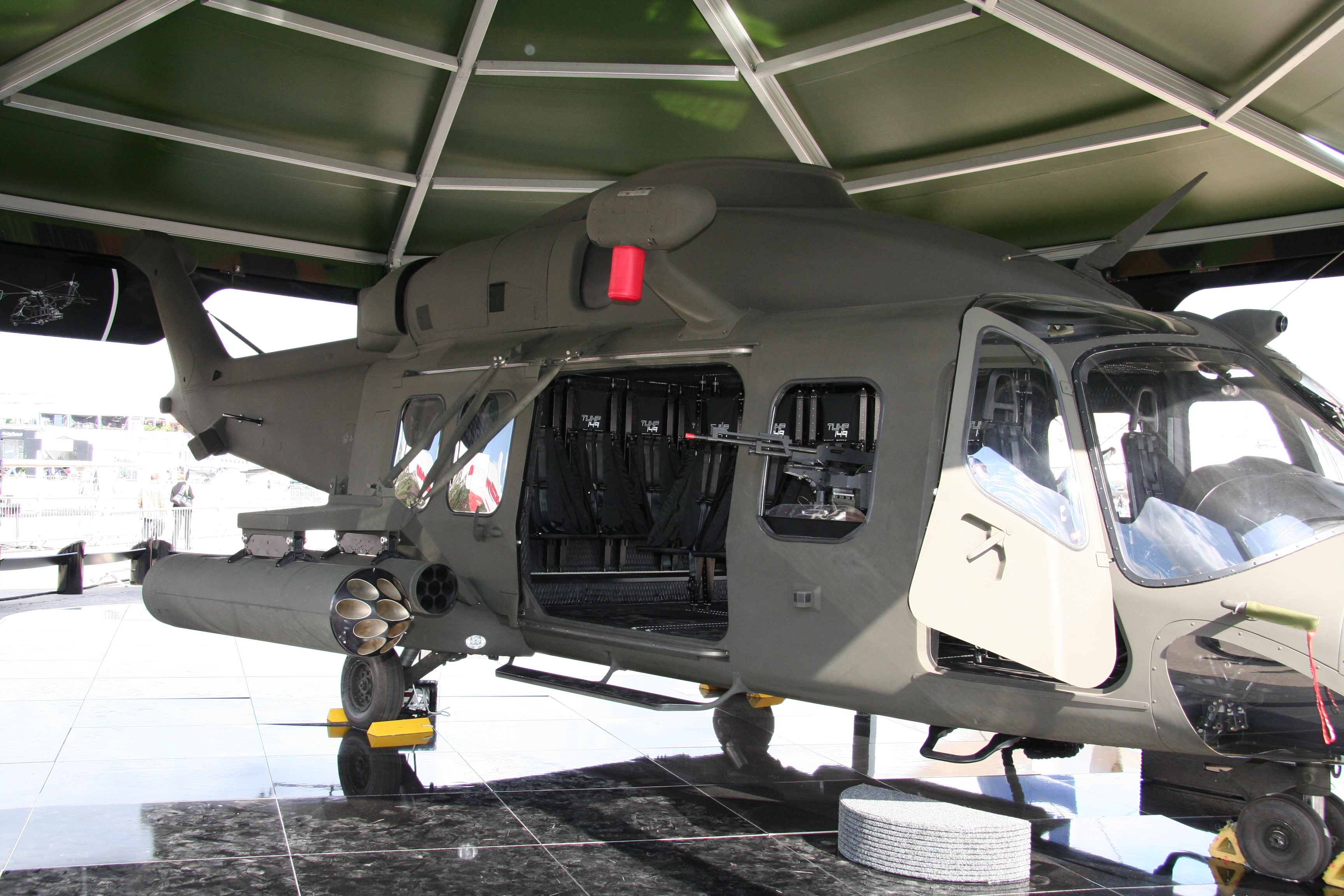
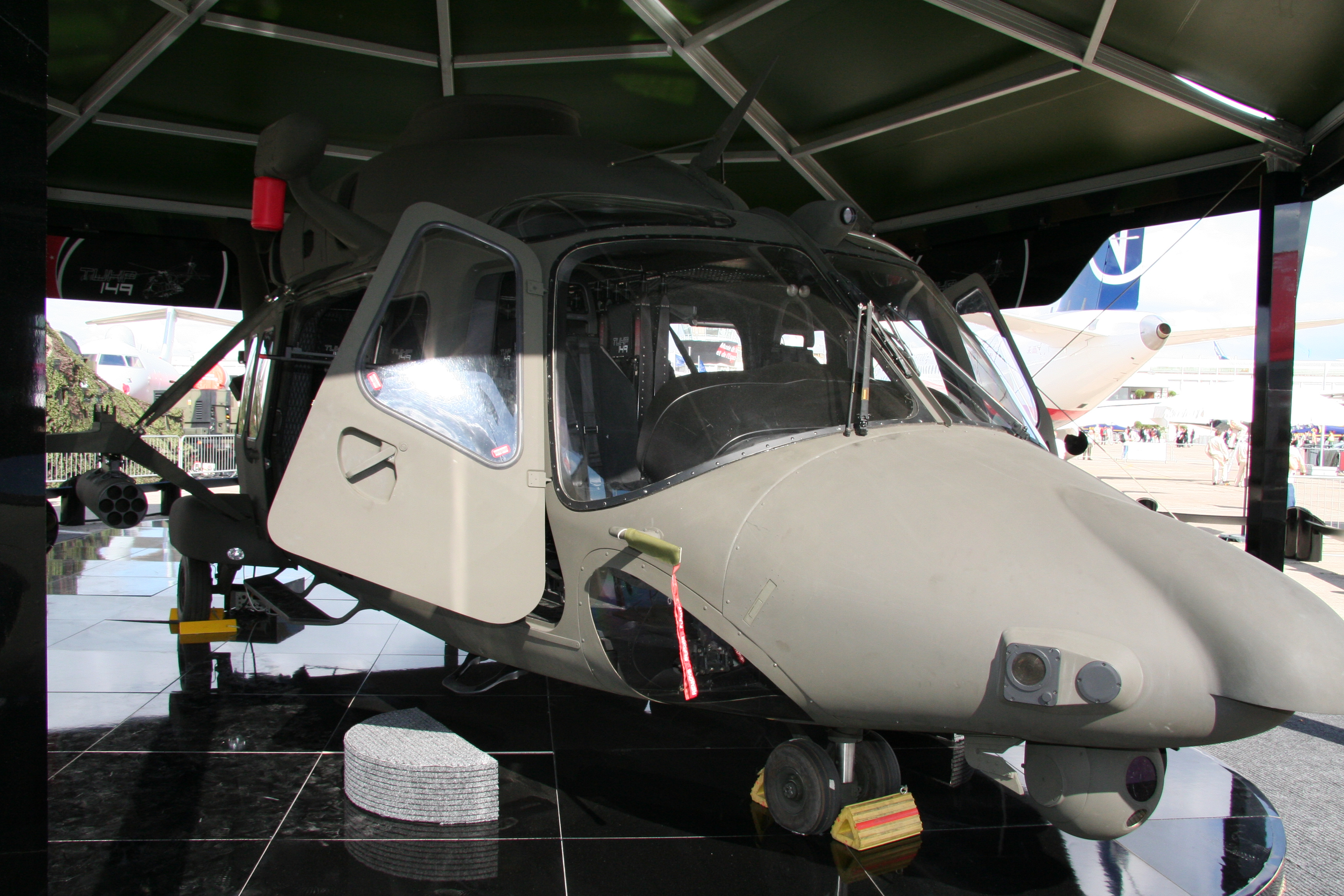
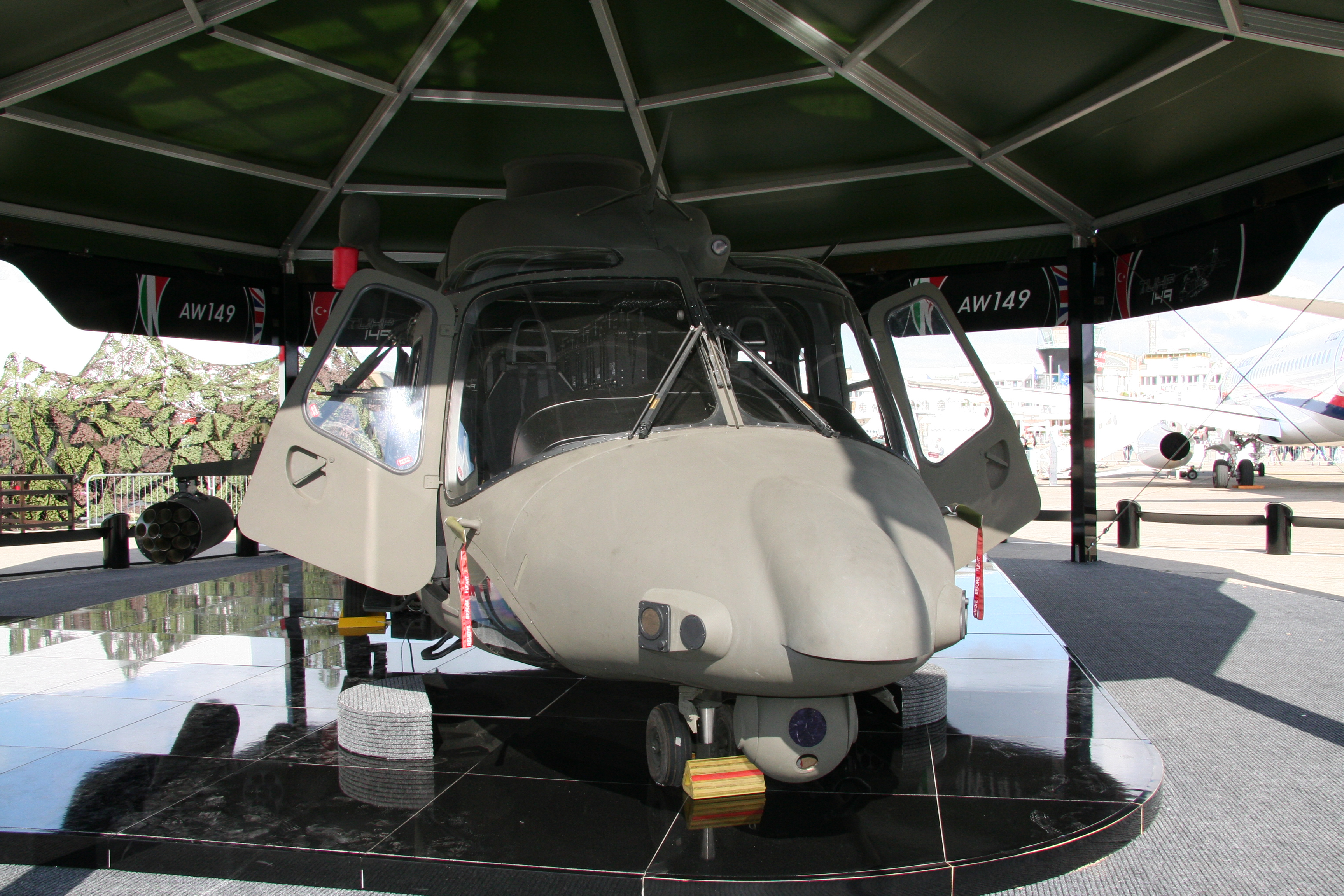